# Websterit

Websterit được tô đậm trong biểu đồ phân loại.

Websterit là một loại đá siêu mafic chứa tỉ lệ orthopyroxen và clinopyroxen tương đương nhau. Nó là một loại đặc biệt của pyroxenit.
Websterit là tên gọi được đặt theo tên thị trấn Webster ở Bắc Carolina.